# Стшемечне-Сендкі
Стшемечне-Сендкі (пол. Strzemieczne-Sędki) — село в Польщі, у гміні Сипнево Маковського повіту Мазовецького воєводства.
Населення — 25 осіб (2011).
У 1975-1998 роках село належало до Остроленцького воєводства.

## Демографія
Демографічна структура станом на 31 березня 2011 року:
|          | Загалом | Допрацездатний вік | Працездатний вік | Постпрацездатний вік |
| -------- | ------- | ------------------ | ---------------- | -------------------- |
| Чоловіки | 10      | 3                  | 6                | 1                    |
| Жінки    | 15      | 5                  | 6                | 4                    |
| Разом    | 25      | 8                  | 12               | 5                    |